# مونته‌سارکیو
مونته‌سارکیو (به ایتالیایی: Montesarchio) یک کومونه در ایتالیا است که در استان بنونتو واقع شده‌است.

## خصوصیات
مونته‌سارکیو ۲۶٫۳ کیلومترمربع مساحت و ۱۳٬۵۴۲ نفر جمعیت دارد و ۳۰۰ متر بالاتر از سطح دریا واقع شده‌است.

## خواهرخوانده
شهرهای لگرد، ور، بیت‌لحم و توره دل گرکو خواهرخوانده‌های مونته‌سارکیو هستند.